# 28th Bomb Wing
Le 28th Bomb Wing (28th BW, 28e Escadre de bombardement), est une unité de bombardement qui dépend jusqu'au 1er octobre 2015 de l'Air Combat Command de l'United States Air Force basée à Ellsworth Air Force Base dans le Dakota du Sud.
À partir de cette date, il passera sous le contrôle du Global Strike Command,.

## Historique

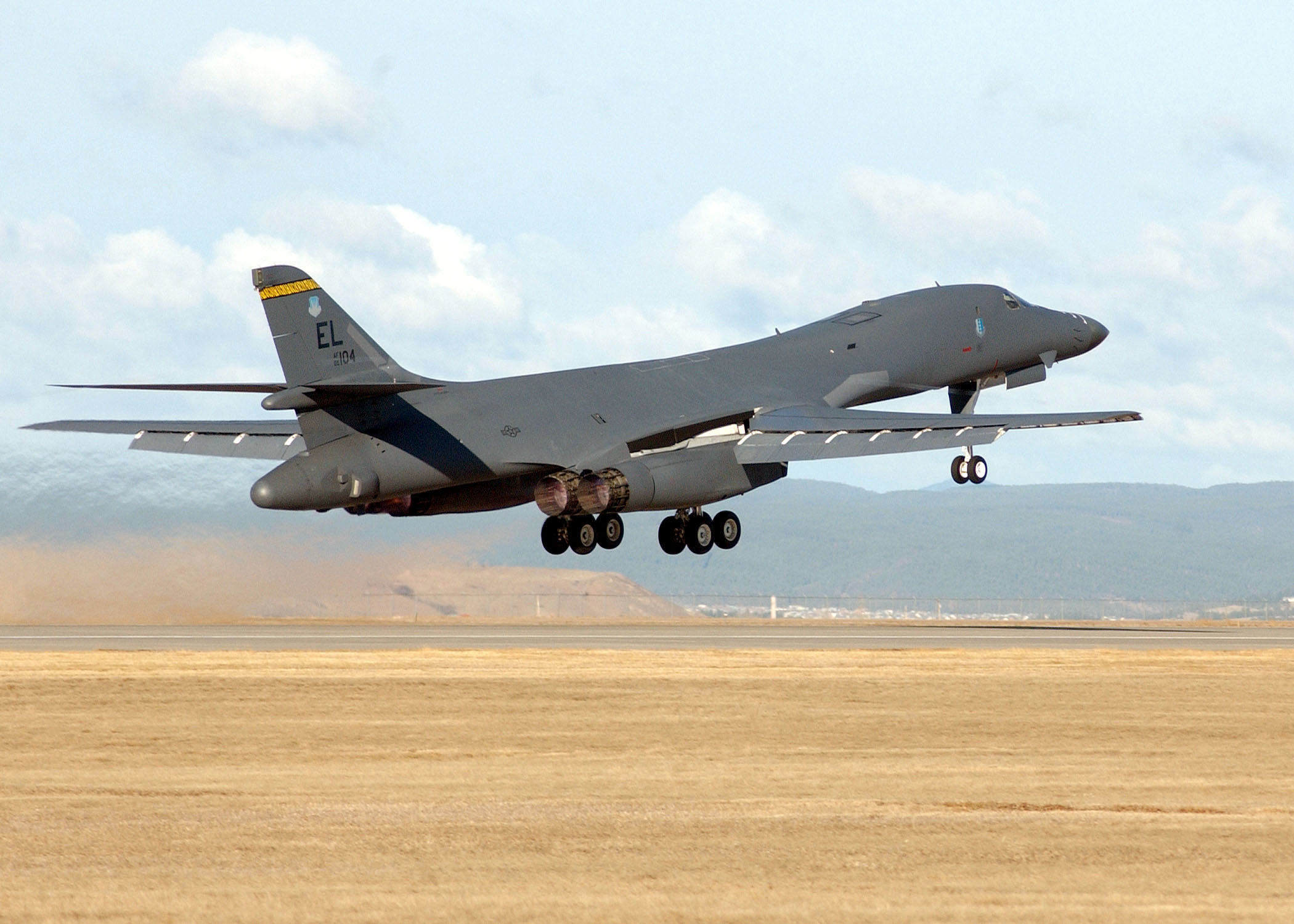
B-1B du 28th BW au décollage

En 2013, elle disposait de 28 Rockwell B-1B Lancer au sein de deux escadrons de 14 appareils avant la perte accidentel d'un appareil le 19 août 2013.
Deux bombardiers de cette unité basés sur la base d'Al Oudeid au Qatar ont participé aux bombardements de Barzé et de Him Shinshar en larguant 19 JASSM-ER.

## Organisation en novembre 2006
- 28th Operations Group
  - 28th Operations Support Squadron
  - 34th Bomb Squadron
  - 37th Bomb Squadron
- 28th Mission Support Group
  - 28th Civil Engineering Squadron
  - 28th Communications Squadron
  - 28th Contracting Squadron
  - 28th Logistics Readiness Squadron
  - 28th Mission Support Squadron
  - 28th Security Forces Squadron
  - 28th Services Squadron
- 28th Maintenance Group
  - 28th Aircraft Maintenance Squadron
  - 28th Maintenance Squadron
  - 28th Munitions Squadron
  - 28th Maintenance Operations Squadron
- 28th Medical Group
  - 28th Medical Operations Squadron
  - 28th Medical Support Squadron